# Ingela Strandberg
Åsa Ingela Bernice Strandberg (Grimeton, 26 de febrero de 1944) es una escritora, poetisa y traductora sueca que debutó en la literatura infantil con Tomas får en vän en 1973; ha incursionado en varios géneros como la novela, cuento y poesía. En 2009 recibió el Premio Dobloug de la Academia Sueca.

## Obras
- 1973 – Tomas får en vän (literatura infantil)
- 1974 – Flickebarn
- 1975 – Vår snurrande jord och folkhemmet
- 1975 – Visor i vinden
- 1975 – Jenny, Petra och den mystiske mannen
- 1976 – Genom pärleporten
- 1976 – Jan gör årets kupp
- 1977 – I kvinnorum
- 1977 – En lösdrivares söndag
- 1978 – Men kråkorna visste ingenting
- 1979 – Jordlöparen
- 1979 – Pojken mitt i världen
- 1981 – Hemligheter
- 1982 – Mannen som trodde att han var Fritiof Andersson
- 1984 – Ett rum för natten (poesía)
- 1987 – Genom brunnarna till havet
- 1991 – Väg 153 (poesía)
- 1994 – Blues för snöigt landskap (poesía)
- 1995 – Blank päls och starka tassar
- 1997 – Lyssnaren (poesía)
- 1999 – Lilla svarta hjärta
- 2000 – En indian i Seattle
- 2002 – Häger på Stockholms central
- 2008 – Bäste herr Thoreau